# Indobaetis costai
Indobaetis costai is een haft uit de familie Baetidae. De wetenschappelijke naam van de soort is voor het eerst geldig gepubliceerd in 1982 door Müller-Liebenau & Morihara.
De soort komt voor in het Oriëntaals gebied.